# Socialist Workers Party
Socialist Workers Party és l'organització revolucionària més important de Gran Bretanya i una de les més destacades d'Europa. Va tenir un paper central en el moviment antiguerra amb la creació de la Stop the War Coalition. Actualment impulsa les lluites contra les retallades socials i la lluita contra el feixisme, entre d'altres.
Defensa el socialisme des de sota i l'autoemancipació de la classe treballadora.
El SWP forma part de la International Socialist Tendency.
Publica el diari setmanal Socialist Worker, la revista mensual Socialist Review i la revista teòrica trimestral International Socialism.

## Figures destacades
- Alex Callinicos (1950), professor del King's College de Londres i un dels autors marxistes actuals més destacats.
- Tony Cliff (1917-2000), fundador de l'organització.
- Chris Harman (1942-2009), autor de nombrosos texts, especialment destacant les seves aportacions en història i economia. Alguns dels seus escrits estan disponibles a l'arxiu marxista.[1]